# Elvina Kalieva
Elvina Kalieva (* 27. Juli 2003) ist eine US-amerikanische Tennisspielerin.

## Karriere
Kalieva spielt vor allem auf der ITF Junior World Tennis Tour und der ITF Women’s World Tennis Tour, wo sie bislang zwei Einzel- und vier Doppeltitel gewinnen konnte.
2019 erreichte sie als Qualifikantin bei den US Open das Hauptfeld im Juniorinneneinzel und erreichte mit einem 6:2-und-6:2-Sieg über Marija Timofejewa die zweite Runde, wo sie dann gegen Kamilla Bartone mit 0:6 und 1:6 ausschied. Im Juniorinnendoppel erreichte sie mit ihrer Partnerin Alexandra Eala ebenso die zweite Runde.
2020 gewann sie im Februar die Banana Bowl. Bei den French Open schied sie bereits in der ersten Runde des Juniorinneneinzel und Juniorinnendoppel aus. In Wimbledon erreichte sie im Juniorinneneinzel die zweite Runde, im Juniorinnendoppel mit Partnerin Reese Brantmeier das Halbfinale.
2021 schied sie bei den French Open sowohl im Juniorinneneinzel als auch im Juniorinnendoppel mit Partnerin Reese Brantmeier bereits in der ersten Runde aus. Für das Hauptfeld der LTP Tennis $60K 2021, einem mit 60.000 US-Dollar dotierten ITF-Turnier erhielt sie eine Wildcard, schied aber bereits in der ersten Runde gegen Fernanda Contreras Gómez mit 0:6 und 4:6 aus. Bei den US Open 2021 erhielt sie ebenfalls eine Wildcard für die Qualifikation zum Dameneinzel.
Ihr älterer Bruder Arthur Kaliyev ist professioneller Eishockeyspieler.

## Turniersiege

### Einzel
| Nr. | Datum         | Turnier         | Kategorie | Belag | Finalgegnerin   | Ergebnis      |
| --- | ------------- | --------------- | --------- | ----- | --------------- | ------------- |
| 1.  | 27. Mai 2023  | Warmbad Villach | ITF W25   | Sand  | Julie Štruplová | 4:6, 6:2, 6:1 |
| 2.  | 18. Juni 2023 | Říčany          | ITF W60   | Sand  | Misaki Doi      | 7:62, 6:0     |

### Doppel
| Nr. | Datum              | Turnier         | Kategorie | Belag     | Partnerin          | Finalgegnerinnen                      | Ergebnis        |
| --- | ------------------ | --------------- | --------- | --------- | ------------------ | ------------------------------------- | --------------- |
| 1.  | 25. September 2022 | Berkeley        | ITF W60   | Hartplatz | Peyton Stearns     | Allura Zamarripa Maribella Zamarripa  | 7:65, 7:65      |
| 2.  | 9. Oktober 2022    | Rancho Santa Fe | ITF W80   | Hartplatz | Katarzyna Kawa     | Giuliana Olmos Marcela Zacarías       | 6:1, 3:6,[10:2] |
| 3.  | 3. Juni 2023       | Otočec          | ITF W40   | Sand      | Ekaterine Gorgodse | Kayla Cross Sofia Sewing              | 6:2, 6:3        |
| 4.  | 20. Januar 2024    | Naples          | ITF W35   | Sand      | Marija Kosyrewa    | Isabelle Haverlag Lija Karatantschewa | 6:0, 6:0        |

## Abschneiden bei Grand-Slam-Turnieren

### Dameneinzel
| Turnier         | 2021 | 2022 | 2023 | 2024 | Karriere |
| --------------- | ---- | ---- | ---- | ---- | -------- |
| Australian Open | —    | —    | —    | Q1   | —        |
| French Open     | —    | —    | —    | Q1   | —        |
| Wimbledon       | —    | Q1   | —    | Q1   | —        |
| US Open         | Q2   | Q1   | Q2   | —    | —        |

Zeichenerklärung: S = Turniersieg; F, HF, VF, AF = Einzug ins Finale / Halbfinale / Viertelfinale / Achtelfinale; 1, 2, 3 = Ausscheiden in der 1. / 2. / 3. Hauptrunde; Q1, Q2, Q3 = Ausscheiden in der 1. / 2. / 3. Qualifikationsrunde; nicht ausgetragen

### Juniorinneneinzel
| Turnier         | 2019 | 2020 | 2021 | Karriere |
| --------------- | ---- | ---- | ---- | -------- |
| Australian Open | —    | —    |      | —        |
| French Open     | —    | 1    | 1    | 1        |
| Wimbledon       | —    |      | 2    | 2        |
| US Open         | 2    |      | VF   | VF       |

### Juniorinnendoppel
| Turnier         | 2019 | 2020 | 2021 | Karriere |
| --------------- | ---- | ---- | ---- | -------- |
| Australian Open | —    | —    |      | —        |
| French Open     | —    | 1    | 1    | 1        |
| Wimbledon       | —    |      | HF   | HF       |
| US Open         | AF   |      | F    | F        |